# Aizoon schellenbergii
Aizoon schellenbergii là một loài thực vật có hoa trong họ Phiên hạnh. Loài này được Adamson mô tả khoa học đầu tiên năm 1958.